# Antun Janković Daruvarski
Antun Janković Daruvarski (Pečuh, 5. svibnja 1729. — Budim, 16. kolovoza 1789.) - hrvatski i ugarski plemić, grof, veliki župan Požeške županije te Srijemske županije. Sagradio je dvorac Janković, koji je uvelike utjecao na nastanak i razvoj grada Daruvara.
Rodio se u Pečuhu u Ugarskoj 5. svibnja 1729. godine. Potječe iz poznate plemićke obitelji. Njegov otac Nikola Janković brakom je ušao u svezu s obitelji Adamovića Čepinskih. Pravo i filozofiju studirao je na isusovačkoj akademiji u Ugarskoj oko 1750. Zauzimanjem pokrovitelja J. A. Ćolnića, 1754. postao je  odvjetnikom Virovitičke županije. Godine 1756. promaknut je u bilježnika, 1758. u podžupana Požeške županije, a 1760. proglašen kraljevskim savjetnikom.
Od 1770. do 1785. bio je veliki župan Požeške županije, a pri kraju života i veliki župan Srijemske županije. 
Između 1750. i 1760. došao je u posjed Podborja, zajedno sa Siračom i Pakracom, dok mu je glavno imanje Čepreg u Ugarskoj. Na posjedu Podborje, dao je sagraditi dvorac s perivojem koji je nazvao Daruvar. Podborje je zbog dvorca, promijenilo ime u Daruvar. Odmah po dovršenju dvorca 1777. godine, Daruvar je posjetio poznati putopisac Friedrich Wilhelm von Taube koji je zapisao da je dvorac najljepši u cijeloj kraljevini te da se ne bi trebao skrivati ni u Beču. Danas se dvorac zove dvorac Janković i najpoznatija je građevina u Daruvaru i samo jedan od dva dvorca u Bjelovarsko-bilogorskoj županiji uz dvorac Dioš. U njegovo vrijeme u Daruvaru je sagrađena i crkva Presvetog Trojstva te Antunova kupka u sklopu Daruvarskih toplica, koje je obnovio i unaprijedio u poznato lječilište. Zalagao se za razvoj obrta i poljoprivrede. Davanjem povlastica privukao je dolazak obrtnika i zemljoradnika iz Češke, Ugarske i Njemačke, što je doprinijelo, da Daruvar i okolica imaju najviše pripadnika češke manjine u Hrvatskoj.
Umro je na svom imanju kod Budima u Ugarskoj 16. kolovoza 1789. godine.